# Вестон (Висконсин)
Вестон (енгл. Weston) град је у америчкој савезној држави Висконсин.

## Демографија
По попису из 2010. године број становника је 14.868, што је 2.789 (23,1%) становника више него 2000. године.
| Група             | 2000.          | 2010.          |
| Белци             | 11.202 (92,7%) | 12.897 (86,7%) |
| Афроамериканци    | 36 (0,3%)      | 115 (0,8%)     |
| Азијати           | 590 (4,9%)     | 1.299 (8,7%)   |
| Хиспаноамериканци | 84 (0,7%)      | 301 (2,0%)     |
| Укупно            | 12.079         | 14.868         |